# Prywatne życie Pippy Lee
Prywatne życie Pippy Lee (ang. The Private Lives of Pippa Lee) – amerykański film fabularny (dramat) z 2009 roku, w reżyserii Rebeki Miller z Robin Wright Penn w roli głównej.

## Obsada
- Robin Wright Penn – Pippa Lee
- Keanu Reeves - Chris Nadeau
- Winona Ryder - Sandra Dulles
- Alan Arkin - Herb
- Monica Bellucci - Gigi
- Julianne Moore - Kat